# Neuromythe
Un neuromythe est une croyance ou conception erronée au sujet du cerveau, et particulièrement à propos du cerveau humain ou d'espèces animales réputées intelligentes. L'existence des neuromythes découle de l'intérêt populaire important pour le cerveau,. 

## Création et diffusion
Les neuromythes s'appuient presque toujours sur des résultats scientifiques avérés, mais mal compris, exagérés et/ou extrapolés. Parfois, ils s'appuient sur une connaissance scientifique ancienne, qui a été depuis réfutée.
Ils sont principalement répandus dans le domaine de l'éducation et de la pédagogie, où leur diffusion est facilitée par les avantages commerciaux qu'ils procurent, ciblant les parents et les enseignants,. Ils sont souvent amplifiés par les médias. Les incertitudes propres au domaine de l'éducation favorisent cette diffusion. Paradoxalement, les enseignants qui souhaitent le plus intégrer les neurosciences à leur discipline sont aussi parmi les plus vulnérables aux neuromythes. La communauté scientifique peut avoir une part de responsabilité, à travers la diffusion médiatique de résultats trop préliminaires.
La lutte contre les neuromythes est complexifiée du fait que reconnaître leur existence peut devenir un prétexte pour s'en prendre à la discipline scientifique des neurosciences dans son ensemble.

## Liste de neuromythes répandus

### Mythe de l'utilisation incomplète du cerveau

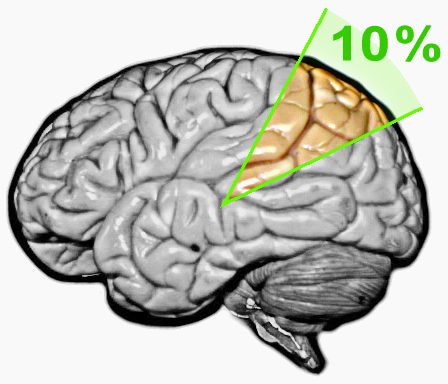
Illustration du mythe des « 10 % ».

L'un des neuromythes les plus répandus est celui qui voudrait que l'humain n'utilise qu'une partie de son cerveau (en général, 10 %),. Il trouve son origine dans les premières recherches en neurologie menées dans les années 1930.

### Mythe selon lequel tout se jouerait avant3 ans
La croyance selon laquelle tout se joue avant 3 ans en matière de pédagogie est fausse. En effet, si la plasticité neuronale est plus importante chez les jeunes enfants, l'apprentissage reste possible à tous les âges de la vie, il sera simplement plus long et plus difficile.

### Mythe de l'orientation cerveau droit ou cerveau gauche
La catégorisation des êtres humains selon qu'ils seraient orientés « cerveau droit » (créatifs) ou « cerveau gauche » (rationnels) ne repose sur rien. Ce neuromythe découle de l'existence réelle d'une spécialisation des hémisphères cérébraux, mais cette spécialisation n'a aucun rapport avec la personnalité, ni avec une dominance d'un hémisphère cérébral sur l'autre.

### Mythe des styles d'apprentissage
L'existence de trois « styles d'apprentissage » divisant les personnes entre visuels, auditifs et kinétiques est aussi un neuromythe. Il s'agit plutôt d'habitudes de travail, la majorité des êtres humains étant portés sur le visuel, avec une capacité d'apprentissage facilitée par la stimulation de plusieurs sens. Aucune expérience d'adaptation de la pédagogie à des profils d'élèves décrits comme visuels, auditifs ou kinétiques n'a donné de résultats.
Une distinction erronée entre élèves visuels et élèves auditifs a souvent été faite parmi les enseignants du secondaire. D'après une analyse de Luc Rousseau et Jeanne Brabant-Beaulieu, environ 90 % des enseignants franco-ontariens croient en ce neuromythe,.

### Mythes relatifs à la «gym du cerveau»
Les pratiques dites de « gym du cerveau » sont extrêmement populaires, suscitant des milliers de suivis et de téléchargements de ce type de programmes présentés comme de l'entraînement cérébral comparable à un entraînement physique. Cependant, la plupart de leurs allégations ne sont pas soutenues par des preuves scientifiques, rien n'ayant démontré que l'entraînement dans ces jeux donnerait des compétences transférables à d'autres domaines.
Le programme « Brain Gym » prétend faciliter le transfert d'informations entre les deux hémisphères du cerveau, une allégation absolument non-prouvée. Ce programme a été condamné par de nombreux neuroscientifiques à travers le monde, mais continue d'être diffusé en prétendant relever à tort des neurosciences.
Il en est de même pour les jeux vidéos dits de brain training, dont l'efficacité n'est pas démontrée.

### Mythe de l'apprentissage en dormant
Ce neuromythe est ancien, puisqu'on en retrouve trace à travers des expériences menées en Union soviétique.
Rien n'a démontré qu'il soit possible d'apprendre en dormant, les seules preuves d'informations retenues pendant le sommeil étant des sons simples ou des associations sémantiques.